# CEVIS

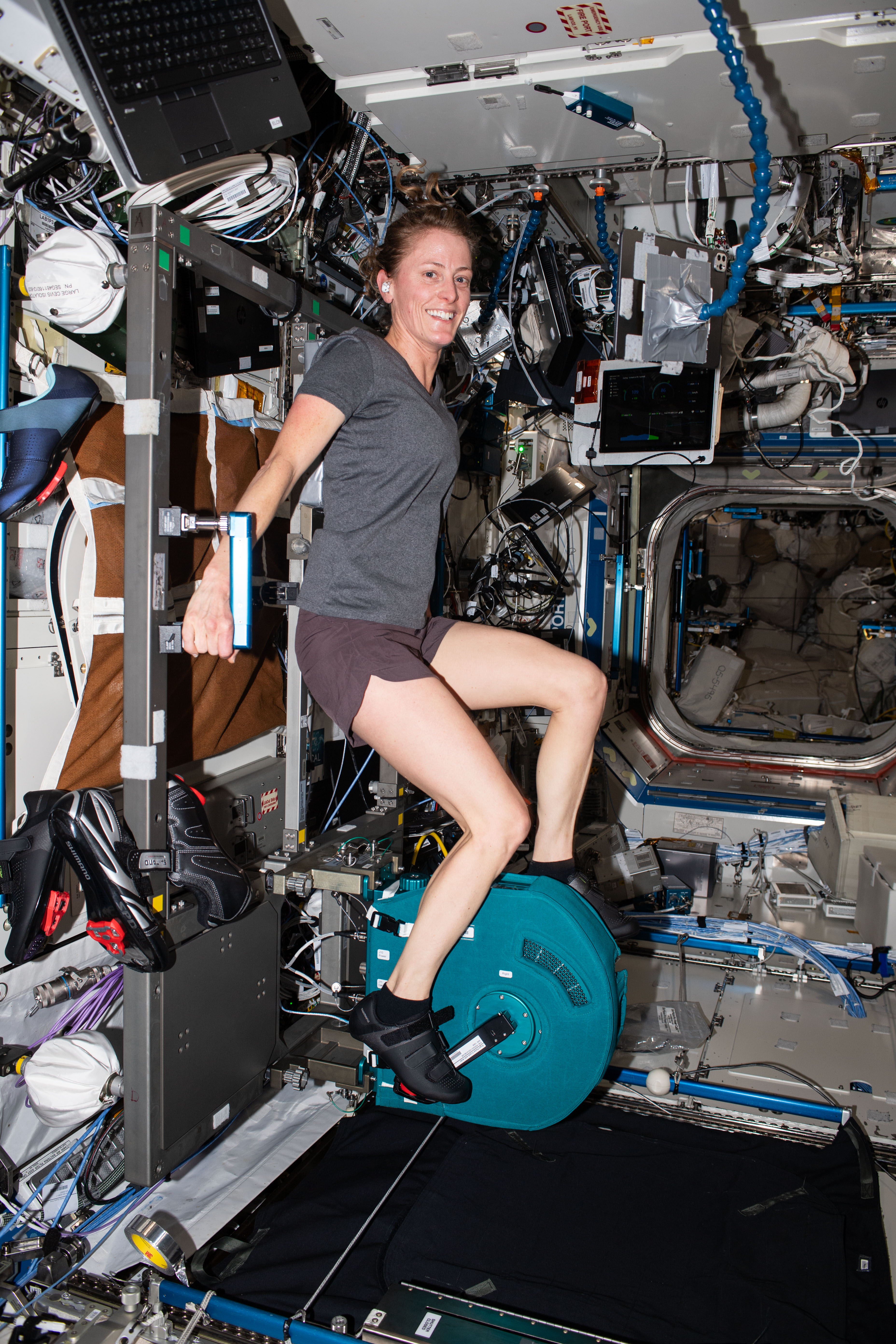
L'astronauta Loral O'Hara usa la versione migliorata del CEVIS, FERGO, nel 2023

Il CEVIS (Cycle Ergometer with Vibration Isolation and Stabilization System) è un dispositivo per l'esercizio ginnico specializzato utilizzato dagli astronauti a bordo della Stazione spaziale internazionale (ISS), sviluppato e prodotto dall'azienda aerospaziale danese Danish Aerospace Company. È stato progettato per contrastare gli effetti fisiologici della microgravità, come la perdita di massa muscolare e ossea, e fornire allenamento aerobico e cardiovascolare agli astronauti durante le missioni spaziali. CEVIS, precedentemente installato sul modulo Destiny del Segmento orbitale americano della ISS, è stato sostituito nel 2023 da FERGO, attualmente in uso nello stesso modulo.

## Storia
CEVIS è stato sviluppato come parte degli sforzi della NASA per mantenere la salute degli astronauti durante le missioni di lunga durata sulla ISS. È stato lanciato nel marzo 2001 a bordo dello Space Shuttle Discovery durante la missione STS-102, dove divenne un componente fondamentale per il Crew Health Care System (CHeCS) e lo Human Research Facility (HRF). Fino a marzo 2021, CEVIS era stato utilizzato da circa 170 astronauti.
CEVIS supporta diversi tipi di esercizi, oltre al tipico esercizio ginnico quotidiano, tra cui:
- Rimozione dell'azoto nel corpo degli astronauti prima delle attività extraveicolari (EVA)
- Valutazione fisica periodica degli astronauti (Periodic fitness evaluations, PFE)
- Valutazione fisica degli astronauti prima dell'atterraggio
- Per gli esperimenti scientifici svolti sugli astronauti come parte delle attività di ricerca della ISS

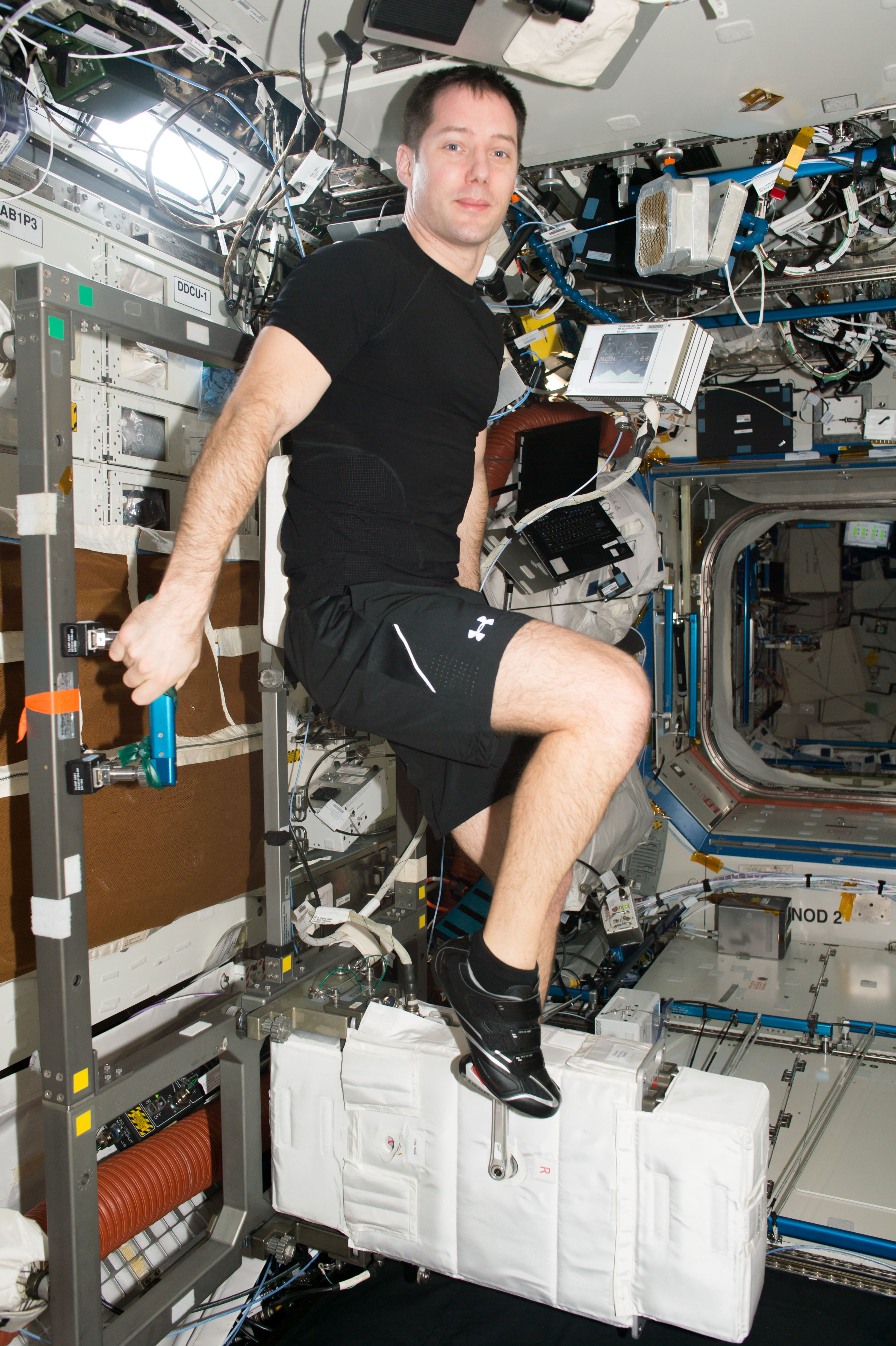
L'astronauta Thomas Pesquet fa attività fisica sul CEVIS nel 2017

## Descrizione
CEVIS è un cicloergometro con un sistema di isolamento dalle vibrazioni progettato per minimizzare le forze meccaniche trasmesse alla struttura della ISS durante l'uso. Il dispositivo è controllato da un computer e mantiene livelli di resistenza precisi indipendentemente dalla velocità di pedalata dell'utente. Gli astronauti utilizzano tipicamente CEVIS per sessioni di 30-90 minuti, da due a sette volte a settimana, in base alle preferenze individuali. Ha una massa di 26,8 kg.
I componenti principali includono:
- Sistema dei pedali e volano: la pedalata aziona un volano tramite un set di ingranaggi planetari. La resistenza viene applicata tramite una fascia di frenatura serrata da una vite a sfera a molla azionata da un motore passo-passo.
- Sensore del momento torcente: il feedback dal sensore del momento torcente del fascio di carico garantisce una resistenza costante.
- Pannello di controllo: un display/pannello di controllo consente agli utenti di monitorare e regolare le impostazioni, mostrando dati in tempo reale come frequenza cardiaca, velocità e carico di lavoro. Il sistema di controllo include un computer integrato con più dischi rigidi e RAM.
- Inertial Vibration Isolation and Stabilization (IVIS) Boxes: due IVIS box alle estremità dell'ergometro forniscono contro inerzia, riducendo le vibrazioni trasmesse alla ISS.

## Operatività
La prima unità di CEVIS è stata installata sulla ISS il 28 marzo 2001 ed è diventata operativa il 3 aprile 2001. Da allora, tre unità di volo CEVIS sono state lanciate e periodicamente riportate sulla Terra per manutenzione e calibrazione. Gli eventi principali sono:
- 2004: un controller di emergenza è stato lanciato a bordo di un veicolo Progress
- 2006: sostituzione dell'unità iniziale durante la missione STS-126
- 2007: lancio di un'unità aggiuntiva con la missione STS-118
- 2009: pannello di controllo modernizzato consegnato durante la missione STS-119[3]
- 2023: lancio dell'unità FERGO che sostituisce CEVIS

## FERGO
Dopo 20 anni di servizio sulla ISS, nel 2023 CEVIS è stato sostituito dal nuovo Flight ERGOmeter (FERGO), anche noto come Teal CEVIS. FERGO offre funzionalità migliorate e un design più moderno, costruito sull'eredità del suo predecessore. Come il CEVIS originario, anche FERGO è stato progettato e prodotto dall'azienda danese Danish Aerospace Company in collaborazione con la NASA.